# Fondation suisse pour le climat
 (juillet 2014).
La Fondation suisse pour le climat est une fondation, active en Suisse et au Liechtenstein. Elle finance des projets de petites et moyennes entreprises qui contribuent à la protection du climat en Suisse et au Liechtenstein. 

## Activités
La Fondation suisse pour le climat est un projet porté par 32 grands prestataires de services de Suisse et du Liechtenstein. Elle a été fondée en 2008. Depuis sa création la fondation a attribué un à trois millions de francs par an à des PME qui ont adopté des mesures concrètes en faveur de la protection du climat,. Les petites et moyennes entreprises (PME) suisses et liechtensteinoises peuvent demander de l'argent à la Fondation pour le climat. Les PME qui font une demande doivent apporter une contribution innovante à la protection du climat par le biais de nouveaux produits et de développements technologiques.

## Contexte
Depuis janvier 2008, la Suisse et la Principauté du Liechtenstein sont soumises à la taxe d’incitation sur les carburants. Les grands prestataires de services qui constituent la fondation utilisent eux-mêmes peu de combustibles fossiles. Ils bénéficient de ce fait d'une restitution de la taxe d'incitation sur le CO2 plus élevée que les montants qu’ils versent au titre de cette taxe.
Les entreprises partenaires de la Fondation suisse pour le climat ont choisi d'allouer entièrement cet excédent au profit de mesures de PME suisses et liechtensteinoises qui contribuent à la protection du climat.

## Partenaires
Les 32 prestataires de services suisses et liechtensteinois suivants sont partenaires de la Fondation pour le climat (état : février 2025): Allianz Suisse, Alternative Bank Schweiz AG, AXA Versicherungen, AXA XL, Baloise, BLKB, Basler Kantonalbank, ECA, Finnova, Glarner Kantonalbank, Graubündner Kantonalbank, GVB Gebäude Versicherung Bern, GVZ Gebäudeversicherung Kanton Zürich, LGT Capital, LGT Private Banking, Liechtensteinische Landesbank (LLB), Mirabaud, Mobiliar, Neue Rückversicherungs-Gesellschaft, PartnerRe, Raiffeisen Schweiz, Robeco, J. Safra Sarasin, Sanitas Krankenversicherung, SCOR Services Switzerland AG, SIX, Swiss Life, Swiss Re, UBP, Vaudoise Assurances, Vontobel, VP Bank et Zuger Kantonalbank.